# Kołodziejka
Kołodziejka – rzeka, lewy dopływ Bugu o długości 18,73 km.
Płynie na Podlasiu Południowym. Przepływa przez dwie gminy powiatu siedleckiego: Przesmyki oraz Korczew. Źródła rzeki znajdują się na obszarze Wysoczyzny Siedleckiej, na południe od wsi Przesmyki, ujście do Bugu natomiast na obszarze Podlaskiego Przełomu Bugu koło wsi Starczewice, niedaleko rezerwatu Przekop.
Dawna nazwa Kołodziejki to Kamianka (Kamanka), a następnie Jeziorna. Struga przepływająca przez Dąbrowę i uchodząca do Kołodziejki poniżej wsi Kamianki-Czabaje i Kamianki Lackie również nazywana jest Kołodziejką.